# 国际儿童友谊中心

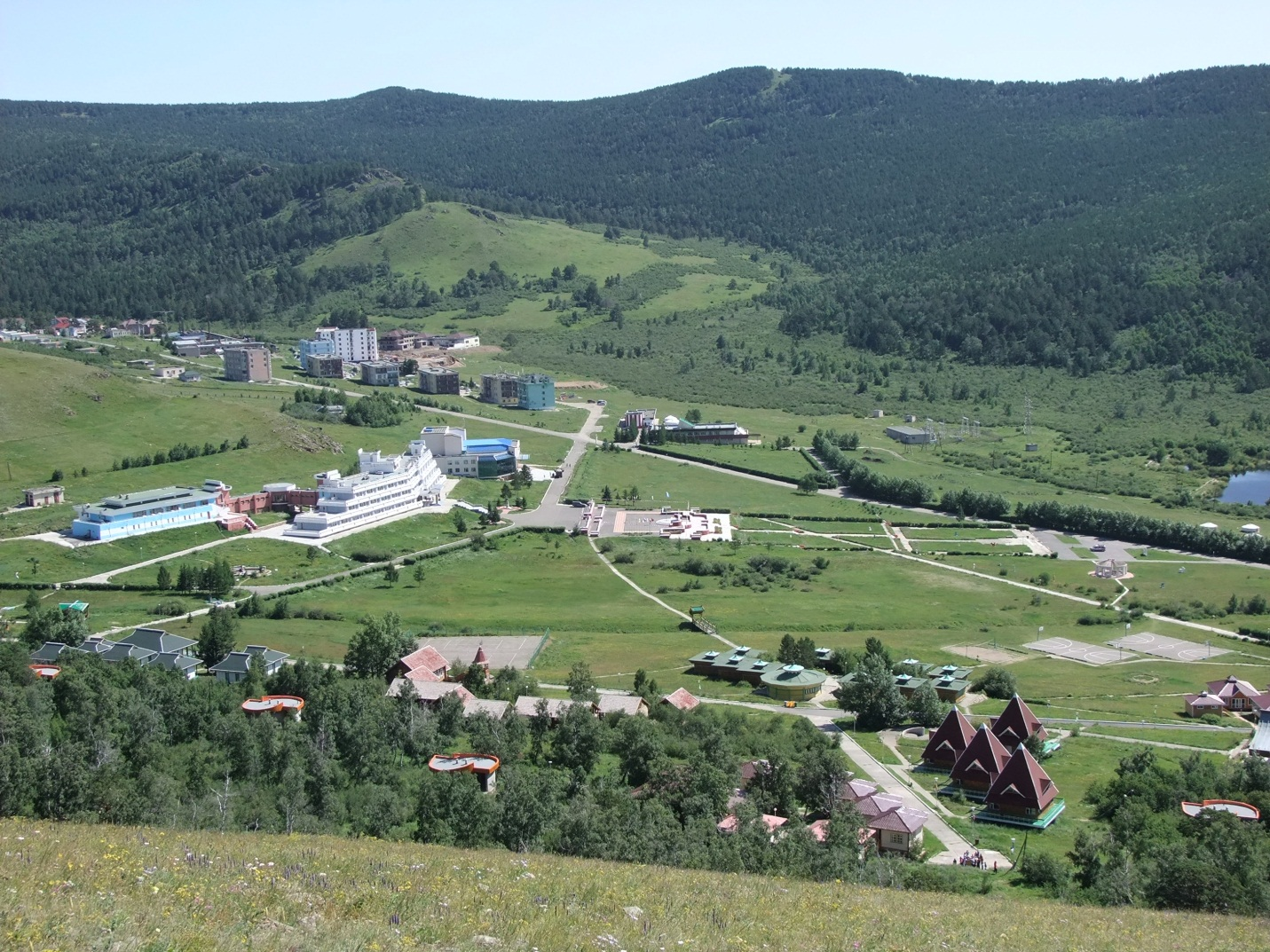
国际儿童友谊中心

国际儿童“友谊”中心位于蒙古国首都乌兰巴托市西北30公里处的巴彦格勒河谷（英語：Bayangol Valley），是蒙古国政府开办的国际儿童中心。

## 简介
该中心为苏联时期费拉托娃创建，蒙古国政府所办，1978年建成并接待小游客。1981年起，全年对外开放，冬季每期接待200名儿童。儿童在此可参加体育比赛、跳舞、爬山、游戏、棋类比赛等项活动。
该中心设有“太阳”、“阳光”、“宇宙”、“星”、“彩虹”等6个小活动中心，分别带有蒙古、中亚、斯堪的纳维亚、巴尔干、拉丁美洲等风格。
该中心主要接待蒙古国各地的中、小学生以及外国儿童，外国儿童主要来自日本、韩国、新加坡、俄罗斯等国。1997年7月，首次接待来自中国的北京市中学生代表团。 